# Negramaro
Negramaro (рус. Неграма́ро) — итальянская рок-группа. Её название происходит от сорта красного вина «негроамаро» из региона Саленто, Апулия, родного для участников группы региона Италии. Negramaro образовались в 1999 году и обрели популярность в 2005 году после выступления на фестивале Сан-Ремо.
Группа состоит из шести музыкантов: Джулиано Санджорджи (вокал, гитара, фортепиано), Эмануэле Спедикато (гитара), Эрманно Карла (бас-гитара), Данило Таско (ударные), Андреа Мариано (фортепиано и синтезатор) и Андреа Де Рокко (семплер).

## Музыкальная карьера

### Начало (2001—2004)
Negramaro состоит из шести музыкантов родом из провинции Лечче. В начале своей карьеры благодаря многочисленным «живым» выступлениям они быстро становятся известными в альтернативных кругах. Группа привлекает внимание продюсера Катерины Казелли, работающей на студии Sugar. Там в 2003 г. они записывают свой первый альбом Negramaro, однако он оказывается слишком альтернативным для итальянской аудитории и не становится успешным. В то эже время выходят два сингла: «Mono» и «Solo».
В 2004 году музыканты знакомятся с продюсером Коррадо Рустичи и записывают с ним несколько песен. В результате их сотрудничества появляется новая композиция «Scusa Se Non Piango», а также три ремикса: «Es-Senza», «Evidentemente» и «Come Sempre». Все эти четыре песни вошли в альбом 000577 (2004 г.) — новое издание их дебютной работы, на этот раз в стиле поп-рок, который оказался ближе для итальянской аудитории.
В 2004 г. группа перевыпускает в качестве сингла песню «Come Sempre», которую крупнейшая итальянская телерадиокомпания RAI выбирает саундтреком для празднования своего 50-летия.

### Фестиваль Сан-Ремо и «Mentre Tutto Scorre» (2004—2006)
В 2005 г. на фестивале Сан-Ремо Negramaro исполняют песню «Mentre Tutto Scorre», однако они не проходят дальше первого раунда. Эта композиция станет первым синглом их второго, одноимённого, альбома, вышедшего в 2005 г.
Несмотря на неудачу на фестивале, восемь песен Negramaro выбираются в качестве саундтрека к фильму «Лихорадка» (ит. La Febbre), главную роль в котором исполнил Фабио Воло. Это помогло группе заработать популярность: сингл «Mentre Tutto Scorre» на протяжении двадцати недель оставался в числе самых продаваемых в Италии. Второй сингл, «Estate», впервые поднял Negramaro на первую строчку итальянского чарта, а на 42-м ежегодном фестивале «Фестивальбар» он принес коллективу победу в номинации «Открытие года». Вскоре после этого лидерами чартов становились синглы «Solo3min» и «Nuvole e Lenzuola» — последний даже вошёл в видеоигру Guitar Hero World Tour. Впоследствии альбом Mentre Tutto Scorre в течение 89 недель подряд оставался в числе самых продаваемых и получил в Италии статус бриллиантового.

### La finestraиSan Siro Live(2006—2009)
С ноября по апрель 2007 года группа работает над новым альбомом в США в студиях Plant Studios (Сан-Франциско) и Sterling Sound (Нью-Йорк), совместно с Коррадо Рустичи. Релиз La finestra, нового альбома из 14 композиций в стиле рок, состоялся 8 июня. Первый сингл «Parlami d’amore» был в числе самых продаваемых в Италии на протяжении 28 недель, а сам альбом стал платиновым менее чем за четыре месяца: только в этот период было реализовано свыше 120 000 копий. La finestra появлялся в чартах 90 недель и впоследствии получил статус бриллиантового.
В августе 2007 года Negramaro принимают участие в 64-м Венецианском международном кинофестивале. В рамках программы «Горизонты» они представляют документальный фильм «С другой стороны Луны» (Dall’altra parte della luna), в котором рассказывают свою историю.
В том же году на фестивале «Фестивальбар» абсолютным победителем становится композиция «Parlami d’amore».
В октябре их вновь ждёт успех: песня «L’immenso» поднимается на вершину списка самых проигрываемых на радио композиций.
Следующим синглом становится композиция «Cade la pioggia», которую группа записала совместно с Джованотти.
В 2008 году сингл «Via le mani dagli occhi», получает премию Лунеция (Lunezia) в категории «музыкально-литературная ценность».
31 мая 2008 года Negramaro дает концерт на стадионе Сан Сиро, куда приходят 40 000 человек. После этого на CD+DVD выходит концертный альбом San Siro Live, достигший четвёртого места в чарте FIMI и получивший статус платинового после реализации 80 000 копий.
Negramaro неоднократно сотрудничали с кинематографистами, их музыка была использована в фильмах «Лихорадка» (La febbre, 2005), «Железобетон» (Cemento armato, 2007), Una notte blu cobalto (2009) и «Валланцаска — ангелы зла» (Vallanzasca — Gli angeli del male, 2010)

### Casa 69и операция Джулиано Санджорджи (2009—2012)
В 2010 году, вскоре после релиза сингла «Sing-hiozzo», выходит пятый альбом Negramaro под названием Casa 69. Диск был записан в Торонто на студии Metalwork Studios при участии продюсера Дэвида Боттрилла (работающего также с Muse и Placebo). Релиз альбома состоялся 8 ноября, а в конце декабря FIMI присвоила ему статус трижды платинового.
В феврале 2010 группе приходится отменить свои планы, включая турне в поддержку нового альбома, в связи с операцией на голосовых связках вокалиста группы Джулиано Санджорджи. Коллектив отложил турне до осени следующего года.
1 марта 2011 в качестве благодарности за поддержку, которую поклонники группы оказали Джулиано, группа выкладывает на своем официальном сайте его письмо и не издававшуюся раньше композицию «Aspetto lei».
9 сентября 2011 года на радио появляется новый сингл с альбома Casa 69 под названием «Io non lascio traccia», а 1 октября группа отправляется в турне, продолжающееся до мая 2012 года.

### Una storia semplice(2012 — наст. время)
21 сентября 2012 состоялся релиз нового сингла «Ti è mai successo?»', который вошёл в сборник лучших за десять лет композиций Negramaro под названием Una storia semplice.

## Участники
- Джулиано Санджорджи (24 января 1979, Нардо) — вокал, гитара, фортепиано;
- Эмануэле «Леле» Спедикато (26 октября 1980, Велье) — гитара;
- Эрманно Карла (17 февраля 1977, Нардо) — бас-гитара;
- Данило Таско (26 марта 1979, Гальяно-дель-Капо) — ударные;
- Андреа «Андро» Мариано (26 марта 1978, Копертино) — фортепиано и синтезатор;
- Андреа «Пупилло» Де Рокко (30 сентября 1973, Нардо) — вокал, семплер.

## Дискография

### Студийные альбомы
- Negramaro, 2003
- 000577, 2004
- Mentre tutto scorre, 2005
- La finestra, 2007
- Casa 69, 2010

### Концертные альбомы
- San Siro Live, 2008

### Сборники
- Una storia semplice,2012

### Синглы
- «Mono»
- «Solo»
- «Es-senza»
- «Come sempre»
- «Mentre tutto scorre»
- «Estate»
- «Solo3min»
- «Nuvole e lenzuola»
- «Parlami d’amore»
- «L’immenso»
- «Senza fiato» (совместно с солисткой The Cranberries Долорес О'Риордан)
- «Cade la pioggia» (совместно с Джованотти)
- «Via le mani dagli occhi»
- «Safari» (Джованотти совместно с Negramaro)
- «Un passo indietro»
- «Meraviglioso»
- «Sing-hiozzo»
- «Voglio molto di più»
- «Basta così» (совместно с Elisa)
- «Io non lascio traccia»
- «Londra brucia»
- «Ti è mai successo?»

## Фильмография
- «С другой стороны Луны» (Dall’altra parte della luna)